# 聴覚フィードバック
聴覚フィードバック（ちょうかくフィードバック、英: auditory feedback）は、発声情報の聴覚を介したフィードバックである。

## 概要
ヒトは口鼻を介して声を生成し耳を介して音を聞く。ヒトの顔は自分の発声が自分の耳に届く構造をしており、脳→声帯→口→耳→脳という情報の帰還回路をなしている。この聴覚を介した声のフィードバックが聴覚フィードバックである。
ヒトは聴覚フィードバックを介して発声を調整していることが知られている。緊張して声が裏返ったときに「声が裏返ってしまった」と自覚できるのは聴覚フィードバックが存在しているからである。また声が反響しない無響室でヒトは発声に違和感を感じるが、これはヒトが自分の声を聴きながら発声している、すなわち聴覚フィードバックが存在していることを示す1つのケースである。

## 経路
声が内耳へ届くには複数の経路が存在する。すなわち聴覚フィードバックは複数の経路を通じて重畳的におこなわれる。ヒトの聴覚はこれらのフィードバック信号を適切に統合し利用する機能を有すると考えられる。以下は聴覚フィードバック経路の表である：
| 経路     | 伝導路                                  | 遅延                         |
| -------- | --------------------------------------- | ---------------------------- |
| 骨伝導   | 骨-内耳                                 | 0.3ミリ秒                    |
| 気導音   | 口-空気-外耳-中耳-内耳                  | 1ミリ秒                      |
| 反響     | 口-空気-壁-空気-外耳-中耳-内耳          | （例: 6ミリ秒、1m・1回反響） |
| 音声処理 | マイク-計算機-スピーカー-外耳-中耳-内耳 |                              |

中枢の聴覚系における処理は多くが未知である。

## 効果
ヒトは聴覚フィードバックをもち、これは様々な作用を神経系へもたらす。以下はその一例である：
- 音高の調整
- 音素長の調整

また聴覚フィードバックへ介入することで様々な介入効果を実現することができる。以下は介入方法と効果の一例である：
- 遅延聴覚フィードバック
  - 吃音症患者: 吃音の緩和
  - 健常者: 発話阻害、その補償としての話速低下・ラウドネス増
- 変換音声フィードバック
  - 自己認識/アイデンティティの変容[3]（c.f. プロテウス効果（英語版））